# Al Madaribah Wa Al Arah (huyện)
Huyện Al Madaribah Wa Al Arah là một huyện thuộc tỉnh Lahij, Yemen. Đến thời điểm năm 2003, huyện này có dân số 45808 người